# Konto

T-Konto

Auf einem Konto (von italienisch conto, „Rechnung“; aus lateinisch computus, „Berechnung“) werden in der Buchführung und im Rechnungswesen mittels Buchung Geschäftsvorfälle erfasst oder im Zahlungsverkehr Zahlungsvorgänge zu einer zentralen Datenstruktur zusammengefasst.

## Allgemeines
Konten resultieren aus der Buchführungspflicht des § 238 Abs. 1 HGB, wonach jeder Kaufmann verpflichtet ist, Bücher zu führen und in diesen seine Handelsgeschäfte und die Lage seines Vermögens nach den Grundsätzen ordnungsmäßiger Buchführung ersichtlich zu machen. Konten sind mithin das wesentliche Organisationsmittel im Rechnungswesen.

## Aufbau und Verwendung

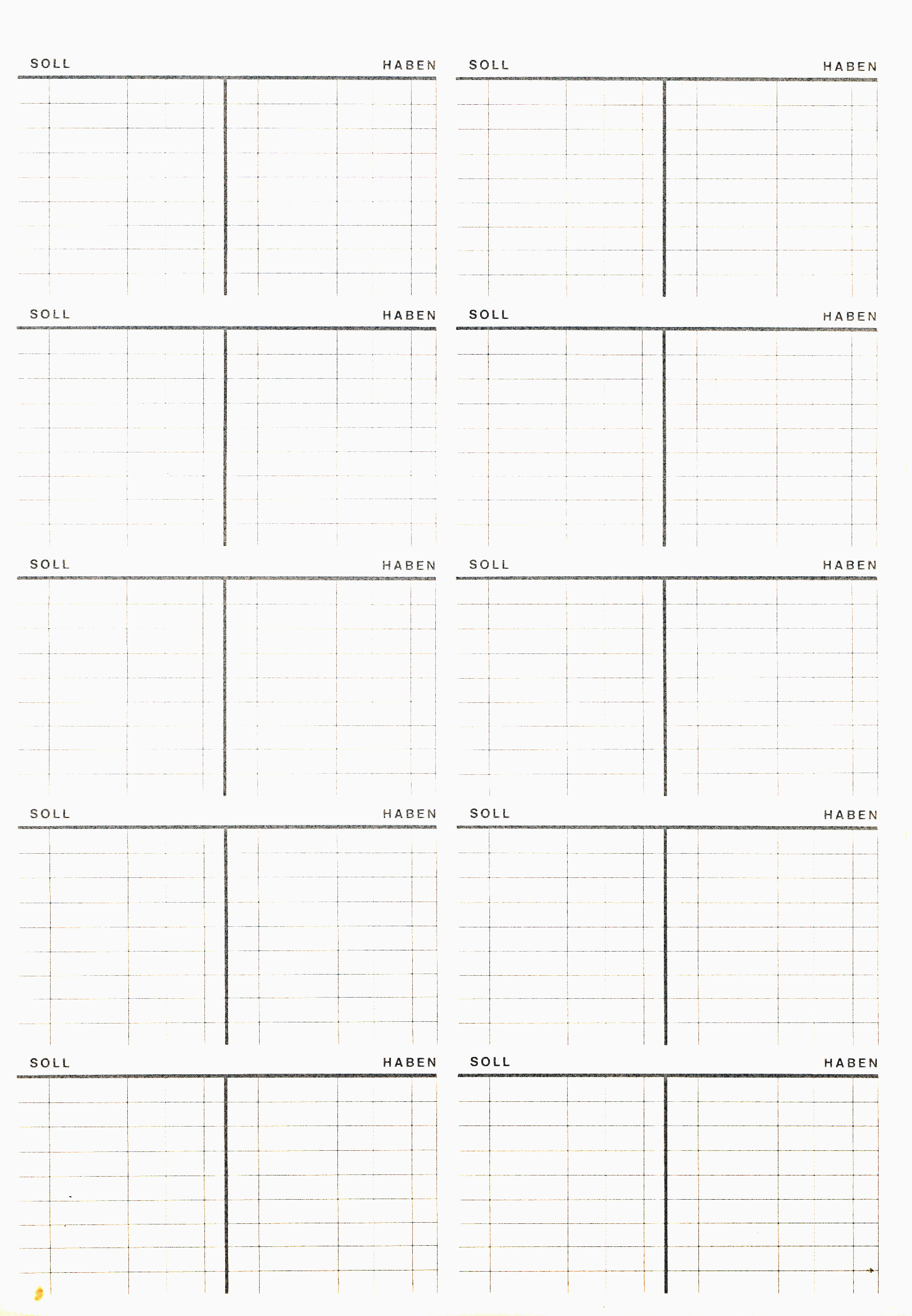
T-Kontenblatt für den Schulgebrauch

Prinzipiell ist ein Konto eine Tabelle mit beliebig vielen Zeilen und zwei (als Soll und Haben bezeichneten) Spalten, die Geldbeträge aufnehmen. Zu diesen zwei Spalten kommen in praktischen Anwendungen fast immer zusätzliche Hilfsspalten, die Informationen wie das Buchungsdatum, eine fortlaufende Nummer der Buchungszeile, erläuternden Text etc. aufnehmen.
Das Konto selbst wird durch eine (meist numerische, seltener alphanumerische) Kontonummer identifiziert und trägt fast immer zusätzlich eine prägnante Bezeichnung. Vielfach ist eine Information wie die Art des Kontos (siehe unten) in seiner Nummer codiert, was ein als Kontenplan oder auch als Kontenrahmenplan bezeichnetes Schema zur Nummernvergabe erfordert.
Für Lehrzwecke und als Hilfsmittel zur Kontierung wird ein Konto meist als so genanntes T-Konto dargestellt: Über einem waagerechten Strich befinden sich Kontonummer und -bezeichnung und darunter ein durch einen senkrechten Strich geteilter Raum für Sollbuchungen (links) und Habenbuchungen (rechts).
Ein Konto kann mit einem monetären Betrag bebucht werden: Eine oder mehrere Zeilen werden dem Konto hinzugefügt. Bei aktiven Bestandskonten und Aufwandskonten wird ein Betrag gutgeschrieben, indem er in der Sollspalte des Kontos eingetragen wird. Ist ein Betrag vom Konto abzuziehen, wird er in dessen Habenspalte gestellt. Bei passiven Bestands- und Ertragskonten entsprechend umgekehrt. Die Differenz aus den Summen der Soll- und Habenbuchungen ist der als Saldo bekannte effektive Kontostand.

## Kontenrahmen und -klassen
Kontenrahmen für die Finanzbuchhaltung sind nach dem Zehnersystem aufgebaut und unabhängig vom Wirtschaftszweig regelmäßig in 10 Kontenklassen unterteilt.
Beispiel für Kontenklassen entsprechend dem SKR04:
| Kontenklasse | Kontenbereich | Kontenbezeichnung                   | Beschreibung |
| ------------ | ------------- | ----------------------------------- | --- |
| 0            | 0001–0999     | Anlagevermögen                      | Konten für den langfristigen Finanzierungsbedarf des Unternehmens                                                        |
| 1            | 1000–1999     | Umlaufvermögen                      | Konten für Warenbewegungen, für kurz‐ und mittelfristigen Finanzen sowie die aktive Rechnungsabgrenzung                  |
| 2            | 2000–2999     | Eigenkapital                        | Konten für das Eigenkapital, für Kapital‐ und Gewinnrücklagen sowie Ergebnisvorträge                                     |
| 3            | 3000–3999     | Fremdkapital                        | Konten für sämtliche Verbindlichkeiten sowie für passive Rechnungsabgrenzungen                                           |
| 4            | 4000–4999     | Betriebliche Erträge                | Konten für Erträge aus Umsatz, Dienstleistungen, Bestandsveränderungen, gewährte Boni & Skonti                           |
| 5            | 5000–5999     | Betriebliche Aufwendungen           | Konten zum Materialaufwand, Wareneingang, erhaltene Boni & Skonti                                                        |
| 6            | 6000–6999     | Betriebliche Aufwendungen           | Konten für betriebsnotwendige Aufwendungen wie z. B. Lohn & Gehalt, Abschreibungen, Miete                                |
| 7            | 7000–7999     | Weitere Erträge und Aufwendungen    | Konten für Erträge aus Beteiligungen, Zinsaufwendungen und Erträge, Abschreibungen sowie Gewerbe‐ und Grundsteueraufwand |
| 8            | 8000–8999     | frei                                | |
| 9            | 9000–9999     | Vortragskonten, statistische Konten | Konten für Privateinlagen und -entnahmen, Eröffnungs‐ und Schlussbilanzkonto, Korrekturkonten und statistische Konten    |

## Kontenkreise der doppelten Buchführung
In der doppelten Buchführung unterscheidet man zwei Kontenkreise: den Bestandskonten- und den Erfolgskontenkreis. 
Bestandskonten werden aus der Bilanz abgeleitet. Sie enthalten die Bestände an Vermögen (Aktiva) und Kapital (Passiva) und halten deren Veränderungen fest. Ihre Salden werden fortgeführt: Die Anfangsbestände zu Beginn des Geschäftsjahres entsprechen den Schlussbeständen der Vorperiode. Auch Bankkonten sind dieser Definition zufolge Bestandskonten.
Erfolgskonten erfassen Aufwendungen und Erträge, also erfolgs- beziehungsweise gewinnwirksame Vorgänge. Sie werden zu Anfang eines Jahres „leer“, also ohne Anfangsbestände eröffnet und zum Jahresschluss über das Gewinn- und Verlustkonto abgeschlossen. Dessen Saldo fließt anschließend über das Bestandskonto Eigenkapital in die gleichnamige Bilanzposition. Das Eigenkapital-Konto verbindet die beiden Kontenkreise.
Für die Übertragung der Werte aus der Bilanz auf die Konten und wieder zurück bedarf es zweier Hilfskonten. Zu Anfang des Geschäftsjahres werden die Posten der Eröffnungsbilanz über das Eröffnungsbilanzkonto (EBK) auf die Bestandskonten übertragen. Dabei gilt der Grundsatz: Das Eröffnungsbilanzkonto ist das genaue Spiegelbild der Eröffnungsbilanz. Im Jahresabschluss dient das Schlussbilanzkonto (SBK), nach Abstimmung mit dem Inventar, der Rückübertragung der neuen Salden in die Schlussbilanz. 

## Kontokorrent
Die Kontokorrentbuchführung wickelt die (unbaren) Geschäftsbeziehungen eines Unternehmens mit seinen Kunden und Lieferanten ab. Um die Forderungen und Verbindlichkeiten gegenüber jedem einzelnen Geschäftspartner ausweisen zu können, werden im Kontokorrentbuch die Sachkonten „Forderungen aus Lieferungen und Leistungen“ und „Verbindlichkeiten aus Lieferungen und Leistungen“ in Personen- oder Geschäftspartnerkonten aufgegliedert. Dabei unterscheidet man Debitorenkonten für Kunden und Kreditorenkonten für Lieferanten. Das Kontokorrent dient vor allem der Überwachung der Zahlungen. Jedes Personenkonto enthält im Stammdatensatz Informationen über den jeweiligen Geschäftspartner (zum Beispiel Adresse, Bankverbindung, Zahlungsziele oder Fakturierungspläne). Für einmalige und selten auftretende Geschäftskontakte werden im Kontokorrent Skontren geführt.

## Arten
Über ein Abrechnungskonto können Unternehmen spezifische, unbare Transaktionen, sei es von Debitoren oder Kreditoren, gesondert abwickeln. Diese Konten können von Dritten bereitgestellt werden. Beispiele für diese Abrechnungskonten sind zentrale Abrechnungskonten für das Geschäftsreise-Management (englisch Travel-Management). Dabei werden typische Reisekosten und Geschäftsreise-Transaktionen wie Hotel, Flug oder Mietwagenbuchungen über ein von Dritten geführtes Konto abgewickelt. Der wesentliche Vorteil eines solchen Abrechnungskontos ist, dass es einfach in die bestehenden Prozesse des Unternehmens eingebunden werden kann, aber später bei der Abrechnung wertvolle Auswertungs- und Einzelanalysemöglichkeiten bietet.
Ein gemischtes Konto ist die Kombination eines Bestandskontos mit einem Erfolgskonto, bei dem die Differenz zwischen Soll und Haben weder über Bestand noch über Erfolg Auskunft gibt. Zwischenkonten oder CpD-Konten (abgekürzt CpD, „Conto pro Diverse“) sind Hilfskonten, die lediglich der kurzfristigen Verrechnung dienen und deren Buchungen spätestens bis zum Bilanzstichtag auf Bestands- oder Erfolgskonten zu übertragen sind. Fremdwährungskonten lauten nicht wie üblich auf die Inlandswährung, sondern sie erfassen Buchungen über Fremdwährungen.
Die Konten sämtlicher Nichtbanken haben rein betriebsinternen Charakter. Bei Kreditinstituten indes werden die Bankkonten gegenüber den Bankkunden in Form von Kontoauszügen und Rechnungsabschlüssen offengelegt. Im Hinblick auf den Verwendungszweck werden bei Kreditinstituten folgende Kontoarten unterschieden:
| Kontoart           | Produktgruppe                                                            | Finanzprodukt | Zinsen und Bankgebühren                |
| ------------------ | ------------------------------------------------------------------------ | --- | -------------------------------------- |
| Girokonto          | Verrechnungskonto für alle übrigen Konten Zahlungsverkehr Kreditgeschäft | Inlandszahlungsverkehr, internationaler Zahlungsverkehr Dispositionskredit, Kontoüberziehung                                                                                | Kontoführungsgebühr Habenzins Sollzins |
| Fremdwährungskonto | internationaler Zahlungsverkehr                                          | Devisen, Zahlungen in das Ausland (Auslandsüberweisung) und aus dem Ausland                                                                                                 | Habenzins, Sollzins, Provision         |
| Kreditkonto        | Kreditgeschäft                                                           | Kreditarten wie Baufinanzierung, Investitionskredit, Konsumkredit | Kreditzins                             |
| Mehrwertkonto      | bankfremde Dienstleistungen                                              | Cashback-Systeme, vergünstigte Hotel- und Mietwagenangebote, Bonushefte mit Rabatten im Einzelhandel, Auslandsreisekrankenversicherungen oder Reiserücktrittsversicherungen | Kontoführungsgebühr                    |
| Sparkonto          | Einlagengeschäft                                                         | Spareinlagen | Spareckzins, Sparzins                  |
| Tagesgeldkonto     | Einlagengeschäft                                                         | Sichteinlagen | Habenzins                              |
| Termingeldkonto    | Einlagengeschäft                                                         | befristete Einlagen | Habenzins                              |
| Metallkonto        | Edelmetallhandel                                                         | Gold, Silber, Palladium und Platin | Lagerkosten                            |
| Wertpapierdepot    | Wertpapierdepotgeschäft                                                  | Anschaffung und Veräußerung von Effekten im Kundenauftrag | Provision für Wertpapierorders         |

Als Sonderformen mit eingeschränkter Zweckbestimmung gibt es noch Anderkonto, Kautionskonto, Pfändungsschutzkonto, Sperrkonto oder Treuhandkonto. Die meisten Bankkonten sind Geldkonten, während Metallkonten und Wertpapierdepots zu den Sachkonten gehören. Konten bei Kreditinstituten erfassen mithin nicht nur auf Geld lautende Geschäftsvorfälle, sondern auch bewegliche Sachen. Anders als im Rechnungswesen bei Nichtbanken, lauten Bankkonten auf den Namen ihres Kontoinhabers; in wenigen Staaten sind jedoch auch Nummernkonten zulässig. 
Das wesentliche Konto ist das Girokonto, für das nach Ansicht des Bundesgerichtshofs (BGH) kein Rahmenvertrag erforderlich ist.